# チップス・アンド・メディア
チップス・アンド・メディア（Chips&Media, Inc.）は、韓国ソウルに本社を置き、システムオンチップや画像処理などの集積回路（一般に「チップ」と呼ばれる）などの半導体に使用されるビデオコーデック（ビデオのエンコードとデコード）のための回路ブロックを設計し提供している。
家電から車載までの幅広い情報・通信機器に対応し、全世界でビジネス展開をしている。
低消費電力と高性能技術に定評があり、米国、ヨーロッパ、韓国、台湾、中国および日本に拠点を置く60社以上のトップレベルの会社に採用されている。

## 製品
同社のビデオ技術は、2003年から開発が始まり、MPEG-2、MPEG-4、H.263、H.264 / AVC、VC-1、RealVideo、AVS、MVC、VP8、AVS、AVS2、HEVC（H.265）、VP9などのビデオ圧縮方式に対応するビデオ圧縮伸長半導体IPコア（IPコア）を提供している。これらの技術は、フリースケール、VIA、Realtek、Novatek、Innofidei、Telechipsなどへ提供されている。
同社は2016年と2017年に画像処理製品（イメージ・シグナル・プロセッサ）を発表し、2018年3月に最初のライセンス契約がされた。
2018年に、Chips＆Media社はオブジェクト検出IPを製品ラインアップに追加した。

### WAVEシリーズ
WAVEシリーズは、超高精細（4K）解像度向けに設計されたマルチスタンダード対応エンコーダ/デコーダIPファミリーで、シングルコアで120フレーム/秒のパフォーマンスを実現する。また、内部の処理部を拡張しデュアルコアにすることで８K解像度で60フレーム/秒に対応している。H.265/HEVC、H.264/AVC、VP9、AV1、AV2などのビデオ・デコードおよび、H.265/HEVC、H.264/AVC、AV1のエンコードが可能。

### CODAシリーズ
CODAシリーズは、モバイルハンドセット、デジタルビデオカメラ、ホームマルチメディアデバイス、ビデオ会議、ビデオ監視に適した複数のチャネルまたはフォーマットを同時にエンコードおよびデコードするマルチスタンダード対応・ビデオエンコーダ/デコーダIPで、毎秒60フレームまでの2K解像度をサポートする。 ただし、WAVEシリーズと比較するとHEVC（H.265）には非対応だが、非常に回路サイズが小さくなっている。

### BODAシリーズ
BODAシリーズは、D1からFull HD（1080p）までの解像度でH.264 / AVC、VC-1、MVC、VP8、H.263、MPEG-4、MPEG-2、RealVideo、AVSなどのビデオストリームをデコードする。その中には、フルHD解像度VP8ストリームを毎秒60フレームでデコードできるVP8用の最初のフルハードウェアデコーダを含んでいる。

### CARPO / LEDA / METIS シリーズ
CARPO、LEDA、およびMETISは、それぞれ2MP、5MP、5Mピクセル以上の解像度をサポートする設定可能なイメージ・シグナル・プロセッサ（ISP）と、その設定ツールです。画像補正・変換のために、別にNIX、HYDRA、KERBEROSなどが追加できる。

### NIX
NIXは、非常に小型サイズのマルチ露光の画像入力用HDR（ワイドダイナミックレンジ）IPで、ラインインターリーブ方式による2回の露光により画質を高めることができる。

### HYDRA
HYDRAは、複数の画像フレームを使用して画像ノイズを除去する3次元ノイズリダクション（3DNR）で、動き適応型のアルゴリズムを採用している。

### KERBEROS
KERBEROSは広角レンズによって歪んだ画像を補正または平坦化するレンズ歪み補正IPで、主に監視カメラ、アクションカメラ、VR/ARに採用されている。

### c.WAVE100
c.WAVE100は、4Kの解像度のビデオ入力から毎秒30フレーム以上のリアルタイムで物体（例えば、車、人、サイクリストなど）を検出するコンピュータビジョンIPで、オブジェクト検出のための畳み込みニューラルネットワーク（CNN）アルゴリズムを実装しており、完全なハードワイヤードアーキテクチャと専用アーキテクチャにより４K解像度で毎秒30フレームのリアルタイム検出、およびメモリ帯域幅の大幅削減を実現している。そのため、高性能、高電力効率、小型化が重要な自動車や監視カメラ分野でのエッジデバイスでのコンピューティングに採用が進んでいる。